# Forsvarschef (Danmark)
Forsvarschefen er chef for Værnsfælles Forsvarskommando, som har ansvaret for Forsvarets tre værn: Hæren, Søværnet og Flyvevåbnet.
Chefen virker som den øverstkommanderende militære chef og koordinator for værnene i fredstid og under eventuelle konflikter. Stillingen blev oprettet den 27. maj 1950 med effekt fra 1. oktober samme år.
I Danmark er forsvarschefen en højtstående officer med rang af enten admiral eller general.
Forsvarschefen er underlagt Forsvarsministeriet og fungerer som militær rådgiver for forsvarsministeren.
Tidligere har man tilstræbt, at stillingen som forsvarschef gik på skift mellem de tre værn. Denne praksis ophørte i 2012, hvor Forsvarsministeriet i flere dagblade indrykkede annoncer for stillingen.

## Forsvarschefer gennem tiderne
| No. | Portræt | Navn (Født–Død)               | Periode           | Periode            | Periode           | Værn        |
| No. | Portræt | Navn (Født–Død)               | Tiltrådte         | Aftrådte           | Tid på Posten     | Værn        |
| --- | ------- | ----------------------------- | ----------------- | ------------------ | ----------------- | ----------- |
| 1   |         | E.J.C. Qvistgaard             | 1. oktober 1950   | 30. september 1962 | 11 år og 364 dage | Søværnet    |
| 2   |         | Kurt Ramberg                  | 1. oktober 1962   | 30. november 1972  | 10 år og 60 dage  | Flyvevåbnet |
| 3   |         | Otto Blixenkrone-Møller       | 1. december 1972  | 30. april 1977     | 4 år og 150 dage  | Hæren       |
| 4   |         | Knud Jørgensen                | 1. maj 1977       | 30. september 1984 | 7 år og 152 dage  | Flyvevåbnet |
| 5   |         | Otto K. Lind                  | 1. oktober 1984   | 30. november 1985  | 1 år og 60 dage   | Hæren       |
| 6   |         | Sven Egil Thiede              | 1. december 1985  | 31. oktober 1989   | 3 år og 334 dage  | Søværnet    |
| 7   |         | Jørgen Lyng                   | 1. november 1989  | 31. marts 1996     | 6 år og 151 dage  | Hæren       |
| 8   |         | Hans Jørgen Garde             | 1. april 1996     | 3. august 1996†    | 0 år og 124 dage  | Søværnet    |
| 9   |         | Christian Hvidt               | 20. august 1996   | 30. september 2002 | 6 år og 41 dage   | Flyvevåbnet |
| 10  |         | Jesper Helsø                  | 1. oktober 2002   | 31. juli 2008      | 5 år og 304 dage  | Hæren       |
| 11  |         | Tim Sloth Jørgensen           | 1. august 2008    | 4. oktober 2009    | 1 år og 64 dage   | Søværnet    |
| –   |         | Bjørn Ingemann Bisserup fung. | 4. oktober 2009   | 15. november 2009  | 0 år og 41 dage   | Hæren       |
| 12  |         | Knud Bartels                  | 16. november 2009 | 31. december 2011  | 2 år og 47 dage   | Hæren       |
| –   |         | Bjørn Ingemann Bisserup fung. | 1. januar 2012    | 19. marts 2012     | 0 år og 78 dage   | Hæren       |
| 13  |         | Peter Bartram                 | 20. marts 2012    | 10. januar 2017    | 4 år og 296 dage  | Hæren       |
| 14  |         | Bjørn Ingemann Bisserup       | 10. januar 2017   | 30. november 2020  | 3 år og 325 dage  | Hæren       |
| 15  |         | Flemming Lentfer              | 1. december 2020  | 3. april 2024      | 4 år og 162 dage  | Flyvevåbnet |
| -   |         | Michael Hyldgaard             | 3. april 2024     | –                  | 1 år og 39 dage   | Hæren       |

## Eksterne links
- Denstoredanske.dk: Danmark – forsvar og militær Arkiveret 20. marts 2015 hos  Wayback Machine Besøgt 29. januar 2012
- Forsvaret.dk: Om Forsvarskommandoen Arkiveret 16. september 2012 hos  Wayback Machine Besøgt 29. januar 2012